# Hotel Savoy (Warschau)

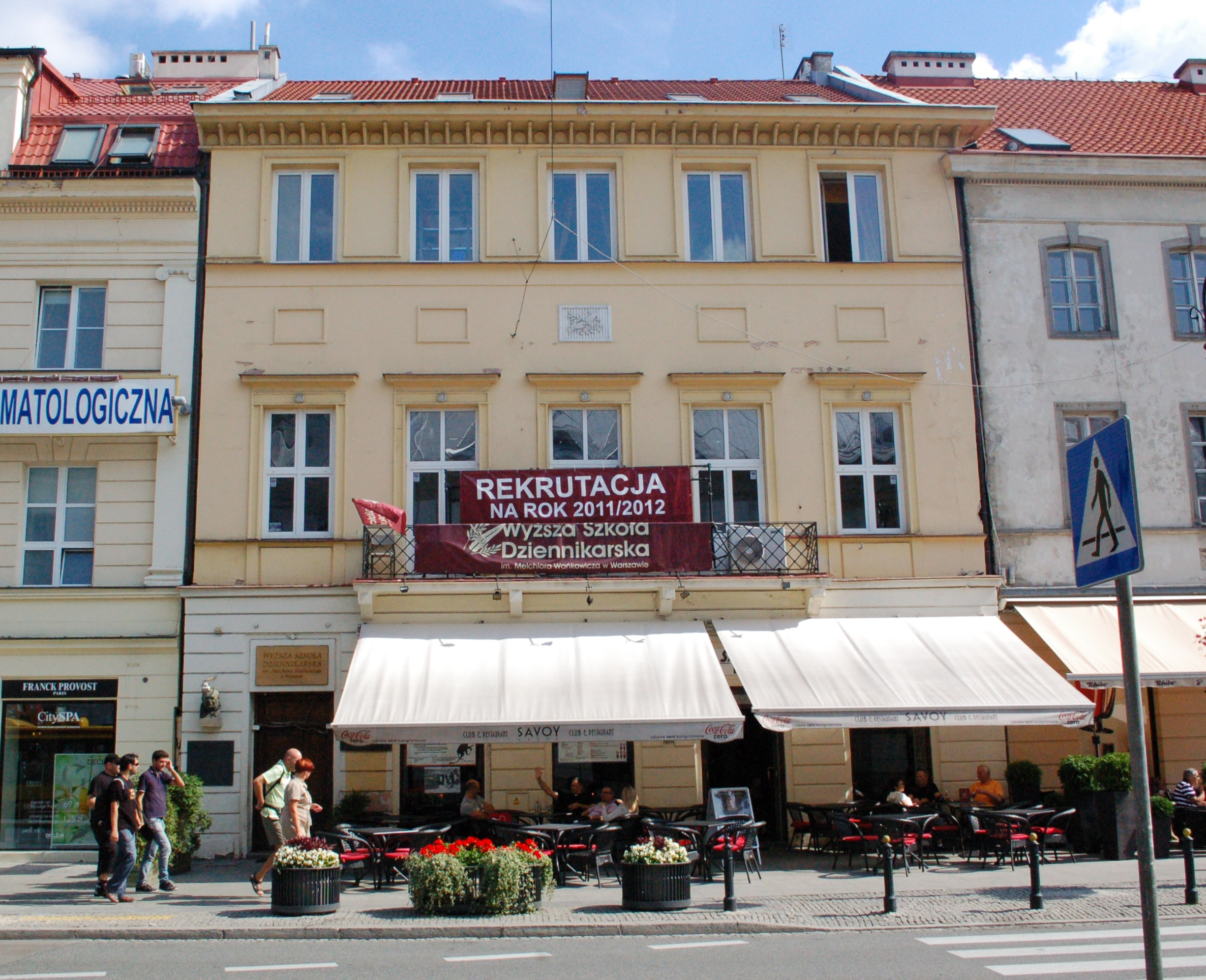
Nowy Świat 58 heute

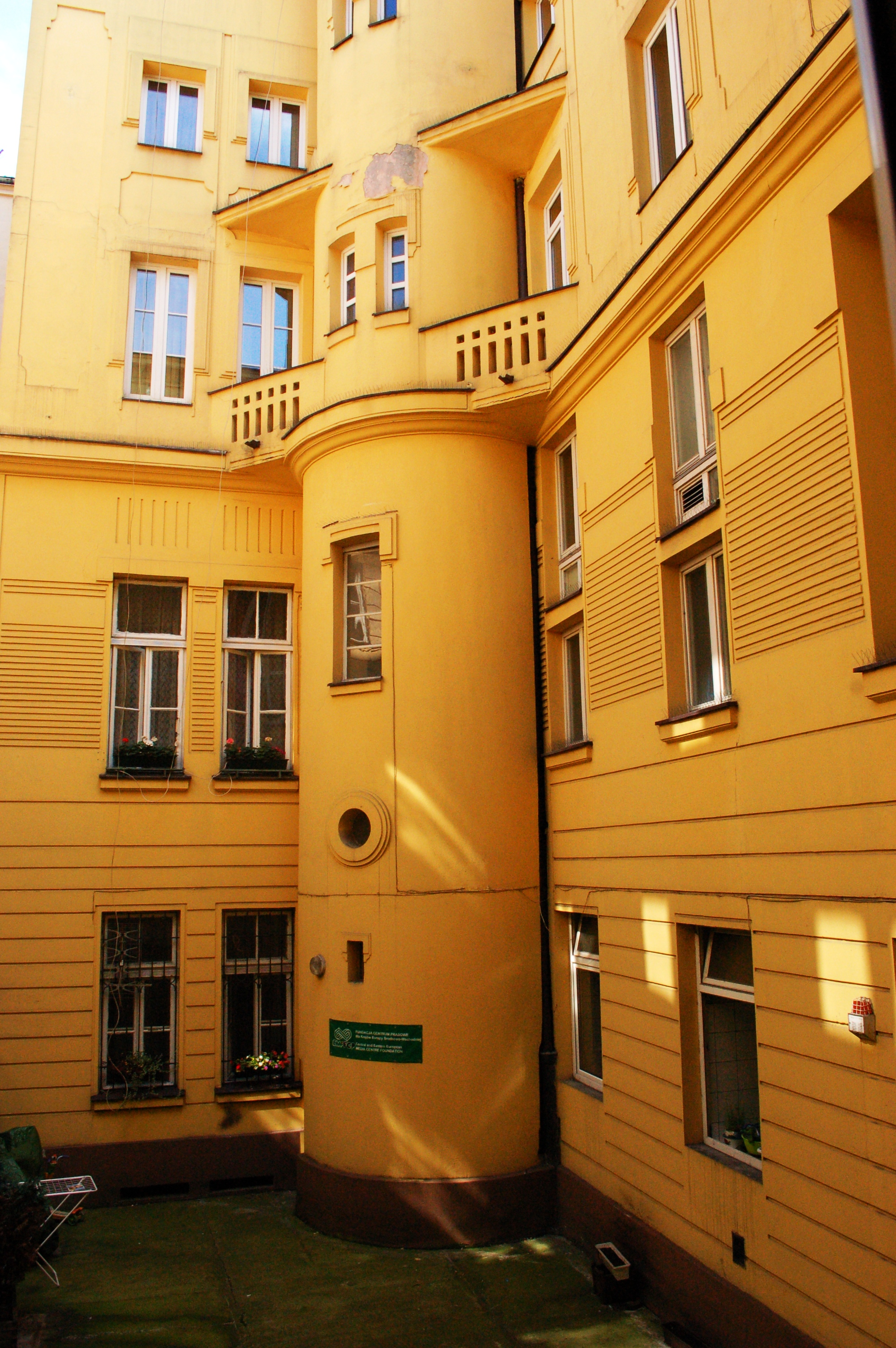
Hinterhof

Das Hotel Savoy war vor und nach dem Ersten Weltkrieg eines der angesehensten Hotels in Warschau. Das nach dem Zweiten Weltkrieg um mehrere Geschosse reduzierte ehemalige Jugendstilgebäude wird nicht mehr als Hotel verwendet und enthält heute im Untergeschoss den Club „Savoy Hotel Club & Restaurant“.

## Geschichte
Das Hotel befand sich an der Ulica Nowy Świat 58, in einem Eckgebäude zur Ulica Ordynacka im Warschauer Innenstadtbezirk. Es wurde 1905 nach einem Entwurf des Architekten Bronisław Czosnowski errichtet. Bauherr und erster Betreiber war Stanisław Fok, dem es nicht gelang, mit dem Hotel Gewinne zu erzielen und der es deshalb verkaufen musste. Im Jahr 1930 wurde Władysław Boquet der Eigentümer. Das Gebäude wurde als einziges Gebäude in der Nowy Świat im Stil der Sezession gestaltet und verfügte über 6 Stockwerke. Die Innenräume wurde mit Fresken von Emil Linderman mit Motiven in Form von stilisierten Blumen geschmückt – ein Anklang an die künstlerische Bewegung Młoda Polska. Es gab einen bewunderten gläsernen Verbindungsgang im ersten Stock. In den 1920er Jahren wurde das Hotel wegen seines guten Restaurants bekannt und populär. Das Hotel eröffnete das damals auch erste, sogenannte „Dancing“ in Warschau, eine Einrichtung, die in den Zwischenkriegsjahren zu einem der beliebtesten Nachtclubs Warschaus werden sollte. Frauen wurden hier gleichberechtigt zu Männern behandelt, sie konnten auch ohne Begleitung erscheinen.
Zu Beginn der Besatzungszeit durch deutsche Einheiten im Jahr 1939 ließ Lothar Beutel, Führer der Einsatzgruppe IV der Sicherheitspolizei und des SD, den mit Devisen und Schmuck gefüllten Tresor auf eigene Rechnung plündern und die Beute per Flugzeug ausfliegen. Am 23. Oktober 1939 wurde Beutel deshalb durch seinen bisherigen Stellvertreter Josef Meisinger abgelöst und verhaftet.
Das Gebäude überstand den Krieg mit Schäden, wurde aber im Zug des Wiederaufbaus der Nachkriegszeit auf die neue „Normhöhe“ der Straße von drei Geschossen reduziert. Es finden sich noch originale Dekorationselemente im Innenhof sowie im Treppenhaus. Das Hotel wurde nicht wieder eröffnet.